# Krzysztof Kordysz
Krzysztof Jan Kordysz herbu Kordysz (ur. ok. 1615, zm. ok. 1680) – sędzia ziemski bracławski, podczaszy bracławski w 1658 roku, cześnik bracławski w 1648 roku, sędzia grodzki łucki w 1672 roku.
Elektor Jana II Kazimierza Wazy, Michała Korybuta Wiśniowieckiego. Był elektorem Jana III Sobieskiego z województwa bracławskiego w 1674 roku. 
Poseł sejmiku włodzimierskiego województwa bracławskiego na sejm nadzwyczajny 1653 roku,  sejm nadzwyczajny 1654 roku, sejm nadzwyczajny 1655 roku, sejm nadzwyczajny 1658 roku, sejm nadzwyczajny 1662 roku, sejm 1664/1665 roku, sejm 1667 roku i na sejm nadzwyczajny 1670 roku. Był członkiem konfederacji generalnej zawiązanej 15 stycznia 1674 roku na sejmie konwokacyjnym. Poseł sejmiku bracławskiego na sejm koronacyjny 1676 roku, sejm 1678/1679 roku, sejm 1683 roku.